# Nacksta (stadsdelsområde)
Nacksta är ett stadsdelsområde i Sundsvalls tätortsregion i Sundsvalls kommun som omfattar stadsdelarna Midälva, Nacksta,  Vinkeltået och nedersta delen av Sallyhill och Nacksta industriområde med en del i Davidstad..